# Svartsjöarna (Vilhelmina socken, Lappland, 722891-147228)
Svartsjöarna är en sjö i Vilhelmina kommun i Lappland och ingår i Ångermanälvens huvudavrinningsområde. Svartsjöarna ligger i Marsfjället Natura 2000-område.